# بیانا د سگا
بیانا د سگا (به اسپانیایی: Viana de Cega) یک شهرستان در اسپانیا است که در استان وایادولید واقع شده‌است.